# 2014년 도네츠크 주민투표
2014년 도네츠크 주 주민투표(우크라이나어: Референдум у Донецьку, 러시아어: Референдум о самоопределении Донецкой Народной Республики)는 2014년 5월 11일 도네츠크주를 장악한 도네츠크 인민 공화국에서 실시된 투표이다. 투표의 지지율은 89%에 달한다. 투표자는 유권자 300만 여 명 가운데 75%의 투표율을 기록했다. 이 투표에서 찬성이 다수가 나온 이후, 도네츠크 인민 공화국은 루한스크 인민 공화국과 합병을 모색하고 있다고 주장했다..

## 질문
투표에서 물어본 질문은 다음과 같다.
- "귀하는 도네츠크 인민 공화국의 독립 선언을 지지하십니까?"[5]

## 투명 투표함 논란

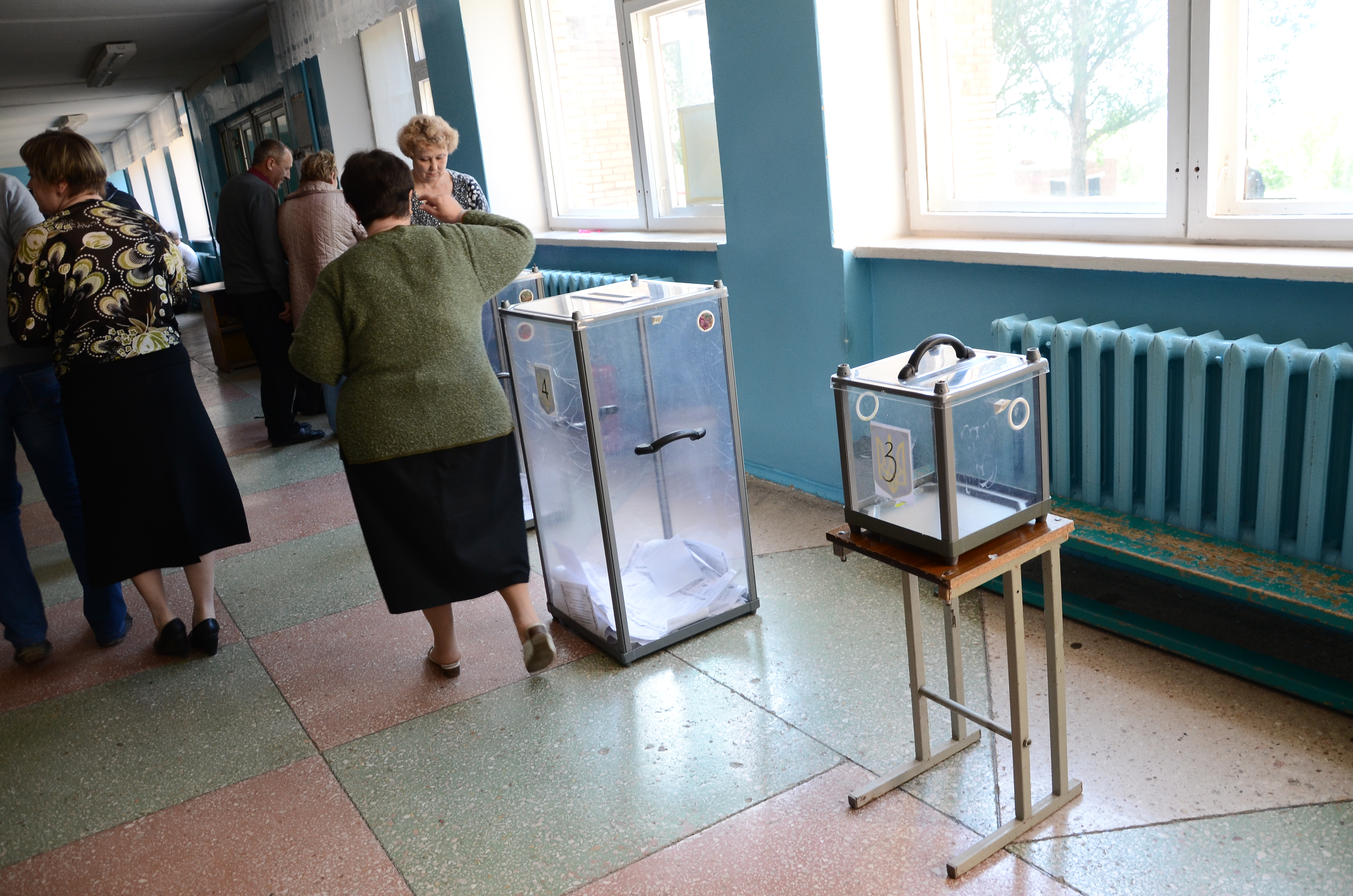
도네츠크 주 주민투표에서 사용된 투명 투표함.

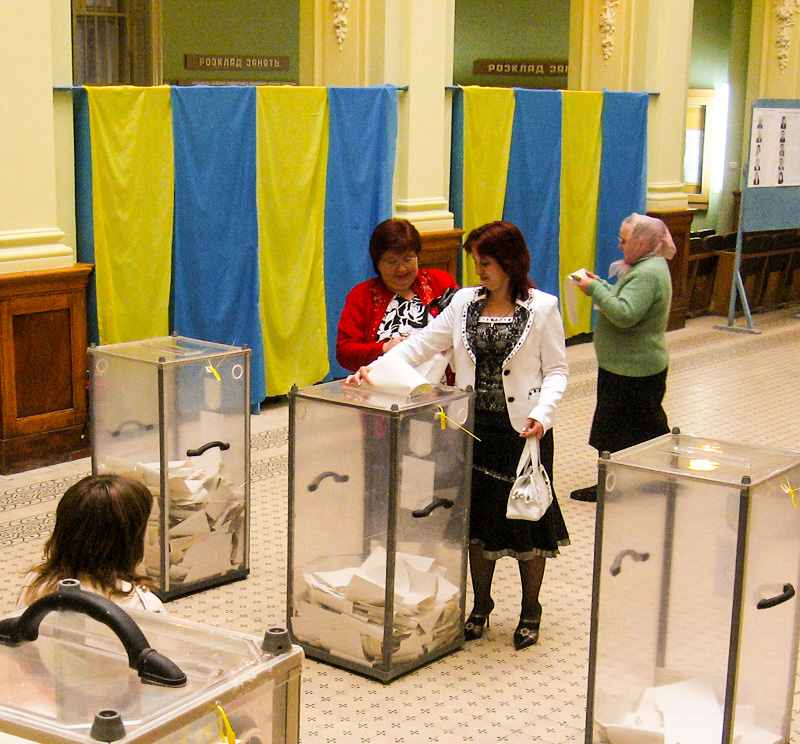
2007년 우크라이나 총선거에서 사용된 투명 투표함.

뉴욕 타임스(NYT)는 “도네츠크의 투표함은 안이 훤히 들여다보이는 투명 박스로 만들어져 있다”는 기사를 사진과 함께 전했다. 현지 언론인 키이우포스트는 도네츠크 인근에서 찬성 표시된 투표용지 10만장을 싣고 가던 무장 요원들이 적발됐다고 보도했다. 그러나 투명 투표함은 우크라이나의 대통령 선거, 또는 서유럽 국가인 프랑스의 선거에서도 사용된다는 점에서, 투명 투표함 논란은 서방 언론의 이중잣대에 불과하다는 반론이 제기된다.

## 반응
- 도네츠크 인민 공화국 - 자칭 도네츠크 인민 공화국의 의장인 데니스 푸실린은 주민투표 이후에 우크라이나 군대는 도네츠크 주에서 퇴거해야 한다고 주장했다. "주민투표의 결과 발표 이후부터 우리 공화국(도네츠크 인민 공화국) 내의 모든 (우크라이나) 정부군은 불법 점령군으로 간주된다."라고 주장했다. 또한, "(도네츠크 인민 공화국에 대해) 가능한 한 빨리 정부 기관 및 군대를 만들 필요가 있다."라고 주장했다.[8]
- 야누코비치 망명 정부 - 자신을 망명 정부의 대통령이라고 주장하는 빅토르 야누코비치는 돈바스 지역 시민의 "절대 다수"가 우크라이나 임시 정부의 호소로 주민투표에 참여하는 것을 철회했다는 것을 인정했다. 또한, 우크라이나 남동부의 "용병 부대"들애 대해 "전쟁을 시작할려는 행동을 그만하라고" 주장했다.[9]
- 도네츠크주 - 도네츠크 주의 주지사 세르히 타루타는 도네츠크의 돈바스 팰리스 호텔에서의 기자 회견에서 주민투표는 "가짜"이며 "도네츠크 인민 공화국은 존재하지 않는다"라고 주장했다. 또한, "이 공화국은 이름만 존재한다. 경제도, 사회 프로그램도 존재하지 않으며, 사법 기관도 존재하지 않는다"라고 주장했다.[10]

## 같이 보기
- 2014년 루한스크 주 주민투표
- 2014년 크림 주민투표